# Уокер, Джимми
Джеймс Картер «Джимми» Уокер (англ. James Carter "Jimmie" Walker, род. 25 июня 1947, Бронкс, Нью-Йорк, США) — американский актёр и стендап комедиант. В Америке наиболее известен по роли Джея Джея Эванса в ситкоме Добрые времена (1974—1979). Произнесённая его героем фраза «Ди-на-мит!» (англ. Dy-no-mite!) стала широко известной. Он также произносил эту реплику в рекламе кассет и восьмитрековых плееров компании Panasonic.

## Молодость
Уокер родился в Бронксе, город Нью-Йорк. Там же окончил среднюю школу Теодора Рузвельта в Нью-Йорке. С помощью федеральной программы SEEK (англ. Search for Education, Evaluation, and Knowledge) он продолжил учёбу, по окончании которой устроился техническим работником на радиостанцию WRVR. В 1980 году женился на Джир Филдс.

## Карьера
Его дебют на сцене в жанре стендап состоялся в канун Нового 1968 года, выступив на разогреве у милитаристского поэтического коллектива The Last Poets. Номер Уокера оказался настолько успешен, что он был принят в группу, где и выступал следующие полтора года. В 1969 году Джимми был замечен в одном из клубов Манхэттена комиком Дэвидом Бреннером, который помог ему и ряду других комедиантов попасть к комедийный клуб Бадда Фридмана The Improv, расположенный в Нью-Йорке. Его дебют на телевидении состоялся в 1972 году в телешоу Джека Паара. Спустя некоторое время Уокера нашёл режиссёр по кастингу сериала Добрые времена, предложив ему одну из главных ролей.
На момент начала съёмок ситкома в 1974 году Уокеру было 26 лет, хотя его персонаж был гораздо моложе. (Джон Эмос, игравший отца Джея Джея Эванса, был лишь на восемь лет старше Уокера). Когда шоу прекратило своё существование, Джимми было уже 32 года. За эту роль он дважды выдвигался на премию «Золотой глобус».
Уокер был приглашённой звездой в нескольких сериалах, в том числе Кегни и Лейси, Каскадёры, Клиника и Все ненавидят Криса. Также снялся в фильмах «Аэропорт-79: «Конкорд»» (1979), «Аэроплан!» (1980), «Вода» (1985), «Гайвер» (1991), «Один дома 2: Потерявшийся в Нью-Йорке» (1992) и некоторых других. Снимался в интерактивном кино «Потрошитель» (1996).
В настоящее время Уокер выступает со стендап номерами. С гастролями он посетил, помимо США, Канаду, Великобританию, Бельгию, Францию, Германию, Японию и Африку.